# (2206) Gabrova
(2206) Gabrova (1976 GR3) – planetoida z pasa głównego asteroid okrążająca Słońce w ciągu 5,24 lat w średniej odległości 3,02 au. Odkryta 1 kwietnia 1976 roku.